# ユナイテッド (模型メーカー)
ユナイテッドは、かつてあった日本の鉄道模型メーカー。

## 解説
主に北アメリカ向けの輸出用の製品を生産していた。
同社の製品は主に北アメリカ向けに輸出されていたので日本国内にはあまり出回らなかった。
高品質の模型製品を生産していた。
| スタブアイコン | サブスタブ | この項目は、まだ閲覧者の調べものの参照としては役立たない、鉄道に関連した書きかけの項目です。この項目を加筆・訂正などしてくださる協力者を求めています（P:鉄道/PJ:鉄道）。 |

| スタブアイコン | サブスタブ | この項目は、まだ閲覧者の調べものの参照としては役立たない、企業に関連した書きかけの項目です。この項目を加筆・訂正などしてくださる協力者を求めています（PJ:経済）。 |